# Tomasz Khuông
Św. Tomasz Khuông (wiet. Tôma Khuông) (ur. ok. 1779 lub 1789 r. w Nam Hoà, prowincja Hưng Yên w Wietnamie – zm. 30 stycznia 1860 r. w Hưng Yên w Wietnamie) – ksiądz, tercjarz dominikański, męczennik, święty Kościoła katolickiego.
Tomasz Khuông urodził się we wsi Nam Hoà w prowincji Hưng Yên w rodzinie mandarynów. Został księdzem, a następnie tercjarzem dominikańskim. W czasie panowania króla Minh Mạng uwięziono go za nauczanie religii chrześcijańskiej. Ponieważ pochodził z rodziny szlacheckiej, wkrótce został uwolniony. Podczas kolejnych prześladowań ponownie aresztowano go 29 grudnia 1859 r. Został uwięziony w Hưng Yên. Odmówił podeptania krzyża i został ścięty 30 stycznia 1860 r.
Dzień wspomnienia: 24 listopada w grupie 117 męczenników wietnamskich.
Beatyfikowany 29 kwietnia 1951 r. przez Piusa XII. Kanonizowany przez Jana Pawła II 19 czerwca 1988 r. w grupie 117 męczenników wietnamskich.